# Johannes Ronge
Johannes Ronge (ur. 16 października 1813 w Biskupowie, zm. 26 października 1887 w Wiedniu) – niemiecki ekskomunikowany ksiądz katolicki, współzałożyciel Kościoła niemieckokatolickiego, który stał się później częścią Ruchu Wolnoreligijnego.

## Życiorys
Ronge pochodził z chłopskiej rodziny zamieszkałej w Biskupowie koło Głuchołaz. W latach 1827–1837 kształcił się w gimnazjum w Nysie, po ukończeniu nauki w gimnazjum rozpoczął studia teologiczne na uniwersytecie we Wrocławiu. W roku 1839 wstąpił do wrocławskiego alumnatu, a rok później przyjął święcenia kapłańskie. Swoją pracę duszpasterską rozpoczął jako wikary w parafii w Grodkowie. W roku 1842 opublikował na łamach czasopisma „Sächsische Vaterlandsblatt” artykuł pt. Rom und das Breslauer Domkapitel (Rzym a wrocławska kapituła katedralna), w którym skrytykował ultramontanistyczną postawę wrocławskich hierarchów. Wskutek skarg części kleru wrocławskiej diecezji na treści głoszone w tym artykule Ronge został suspendowany w dniu 30 stycznia 1843 roku. Po odsunięciu od pełnienia obowiązków kapłańskich wyjechał do Siemianowic Śląskich, gdzie podjął pracę jako prywatny nauczyciel. W związku z opublikowaniem w dniu 1 października 1844 roku otwartego listu do biskupa Trewiru Wilhelma Arnoldiego, został ekskomunikowany z kościoła katolickiego w dniu 22 października tego roku. List ten powielany i rozpowszechniany na terenie różnych krajów Niemieckich w tysiącach egzemplarzy był jego osobistym protestem przeciw organizowanych w trewirskiej katedrze pielgrzymek do wystawianej tam tuniki Chrystusa. Ronge krytykował w nim nie tylko sam kult rzekomo należącej do Chrystusa tuniki jako relikwii, ale także czerpanie z tego tytułu przez Kościół katolicki korzyści finansowych.
W swoich pismach przeciwstawiał się prymatowi papiestwa, odrzucał celibat księży i kult świętych, nie uznawał relikwii, odpustów, pielgrzymek. 

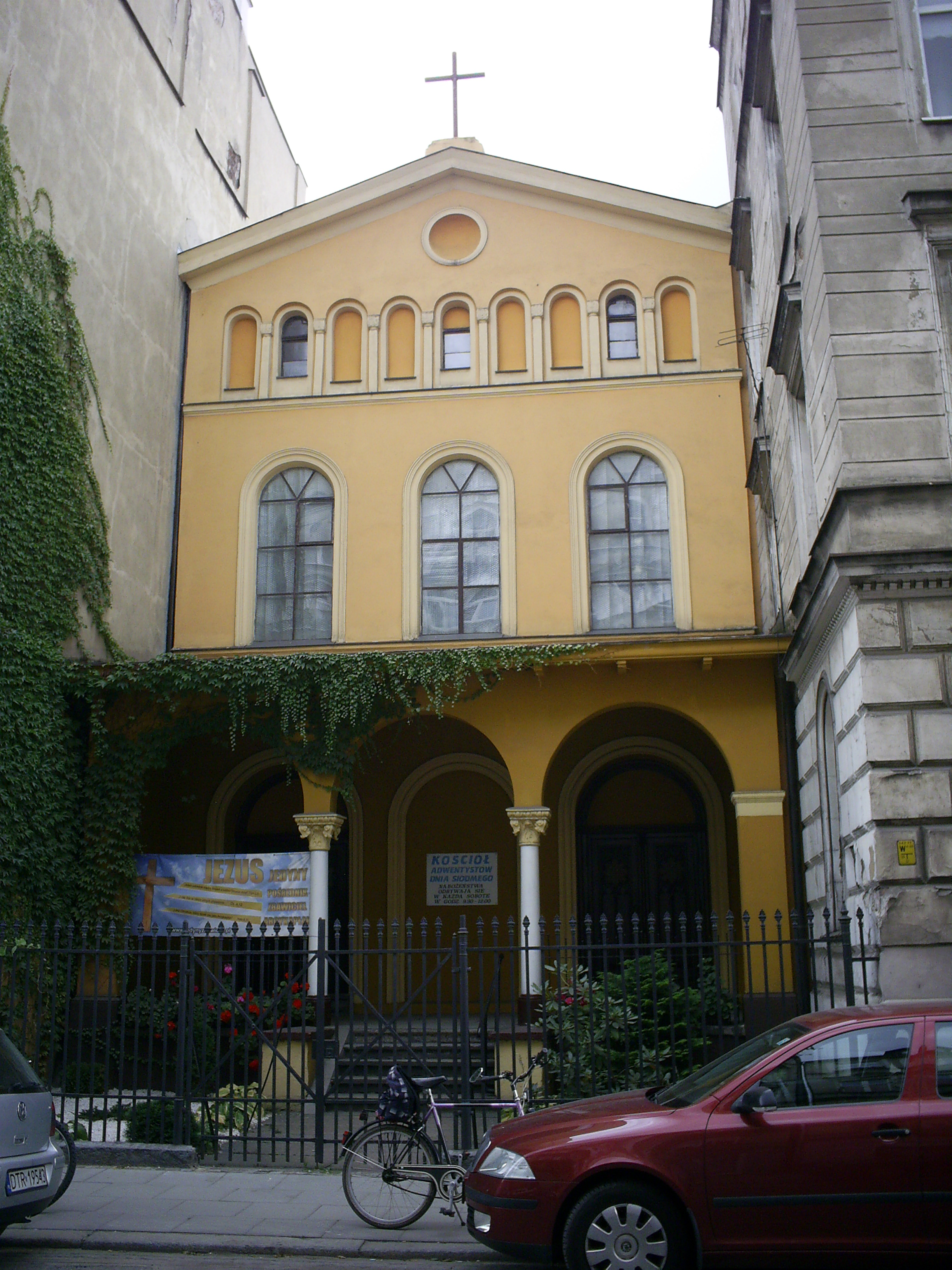
Dawny kościół niemieckich katolików, później sala spotkań Gminy Wolnoreligijnej, obecnie zbór Adwentystów Dnia Siódmego przy ul. Dąbrowskiego we Wrocławiu, wybudowany w latach 1861–1862

Ekskomunika Rongego dała mu impuls do stworzenia nowej wspólnoty katolickiej niezależnej od Rzymu. W tym samym czasie nawiązał współpracę byłym księdzem katolickim Janem Czerskim z Piły, który również został ekskomunikowany i założył własną wspólnotę – Gminę Chrześcijańsko-Katolicką (niem. Christkatholische Gemeinde). W roku 1845 Ronge rozpoczął we Wrocławiu tworzenie pierwszej gminy niemieckich katolików. W następnych latach odbywał podróż po krajach północnych i środkowych Niemiec pozyskując nowych wiernych do swojej wspólnoty i zakładając nowe gminy niemieckich katolików. W roku 1847 wspólnota liczyła już 259 gmin skupiających około 60 tysięcy wiernych. Działalność Rongego zyskała w tym czasie pewne poparcie kościoła ewangelickiego, który użyczał swoich świątyń dla nowo utworzonych gmin, a także ciche przyzwolenie władz państwowych. Johannes Ronge zaangażował się także w działalność polityczną w okresie rewolucji marcowej, jednak już rok później z powodu krytyki króla Prus Fryderyka Wilhelma IV został zmuszony do emigracji.
Johannes Ronge osiadł w Londynie, gdzie w roku 1851 wziął ślub z Berthą Traun. Wraz z żoną przeniósł się później do Manchesteru, gdzie oboje zajęli się prowadzeniem przedszkola. W czasie pobytu w Anglii propagował w dalszym ciągu zasady humanizmu religijnego i religii bez dogmatów. Z powodu swojej działalności małżeństwo Ronge zostało w roku 1860 zmuszone do zamknięcia prowadzonej przez siebie placówki i opuszczenia Manchesteru. Zamieszkali następnie na krótko w Leeds. W tym samym roku władze pruskie udzieliły Rongemu amnestii i mógł on już wrócić do ojczyzny. Po powrocie zatrzymał się we Wrocławiu, gdzie rozpoczęto w tym czasie budowę pierwszego kościoła niemieckich katolików. Założony przez niego związek ewoluował w tym czasie w swojej doktrynie i zaczął skupiać wolnomyślicieli i humanistów, oprócz byłych katolików przystępowali do niego także byli luteranie oraz osoby o poglądach liberalnych. Wrocławska gmina niemieckich katolików stała się wkrótce Gminą Wolnoreligijną (niem. Freireligiöse Gemeinde). Po krótkim pobycie we Wrocławiu Ronge przeniósł się w roku 1863 do Frankfurtu nad Menem, w tym samym roku zmarła jego żona. Kolejne lata swojego życia Ronge spędził na dalszym propagowaniu swoich idei. Od roku 1873 mieszkał w Darmstadt. Zmarł w czasie podróży powrotnej z Budapesztu do Darmstadt w 26 października 1887 roku. Jego ciało zostało przewiezione do Wrocławia i pochowane na cmentarzu Gminy Wolnoreligijnej przy dzisiejszej ulicy Bolesławieckiej.